# Rocco Cerruti
Rocco Cerruti, noto anche con il nome spagnolo Roque Ceruti, (Milano, 1683 circa – Lima, 1760), è stato un compositore italiano naturalizzato peruviano.

## Biografia
Compositore di origine milanese, fu inizialmente attivo in Italia. Nel 1708 musicò insieme con Giuseppe Orlandini l'opera L'amor generoso, rappresentata al Teatro del Cocomero di Firenze in ottobre.
Giunse in Perù al seguito del viceré Manuel de Oms y de Santa Pau, di cui nello stesso 1708 musicò il dramma El mejor escudo de Perseo. Qurest'opera fu tra i primissimi parti dell'opera lirica in Sudamerica, rappresentato nei giardini del palazzo vicererale.
Dopo la morte del viceré nel 1710 rimase legato al servizio musicale del palazzo vicereale, fino a quando nel 1721 accettò il posto di maestro di cappella alla cattedrale di Trujillo.
Nel 1728 tornò a Lima con l'incarico di maestro di cappella della cattedrale, che mantenne fino alla morte.
Fu compositore anche di musica sacra.